# مصطفى درويش
مصطفى حسين درويش وشهرته مصطفى درويش (11 يناير 1980 - 1 مايو 2023) هو ممثل مصري شارك في أعمال درامية وسينمائية مصرية.

## المسيرة الفنية
بدأ مصطفى درويش مسيرته الفنية مع المخرج خالد يوسف عام 2011 من فيلم كف القمر، وشرح درويش قصة اختياره أنه كان بالصدفة عندما كان يتواجد في تصوير الفيلم مع أصدقائه وتم العرض عليه أن يجسد دور ضابط شرطة في الفيلم، فوافق على ذلك من باب التجربة، وبعدها توالت عليه العروض من شركات الإنتاج: عرب سكرين والعدل جروب وسينرجي للانتاج الفني، ويعمل درويش في التمثيل إلى جانب عمله في مجال الاتصالات.
جسد درويش أكثر من 30 عمل درامي وسينمائي، ولقي شهرة واسعة بعد قيامه بدور «فتحي» مدرب كمال الأجسام الذي ينضم لعصابة تتخصص في عمليات النصب والاحتيال بحيل طريفة ومختلفة عن طريق انتحال الشخصيات في مسلسل بـ100 وش الكوميدي الذي أخرجته كاملة أبو ذكري وأنتجته شركة العدل جروب المصرية، ولقي المسلسل نجاحاً كبيراً بين مسلسلات رمضان 2020 مع مسلسل خيانة عهد الذي شارك به أيضاً في نفس العام.
في 2023 شارك مصطفى درويش في ثلاث مسلسلات عرضوا في موسم رمضان 2023، وهم مسلسل كامل العدد من بطولة دينا الشربيني ومسلسل سره الباتع الذي سارك فيه عدد كبير من الفانين ومسلسل تلت التلاتة من بطولة غادة عبد الرازق.

## الأعمال
فيما يلي بعض أعمال مصطفى درويش:
| العمل                     | الدور                | سنة الاصدار |
| ------------------------- | -------------------- | ----------- |
| كف القمر (فيلم)           | ضابط شرطة            | 2011        |
| فوق مستوى الشبهات (مسلسل) | فؤاد المحامي         | 2016        |
| اللي اختشوا ماتوا (فيلم)  |                      | 2016        |
| لأعلى سعر (مسلسل)         | بكر المحامي          | 2017        |
| كارما (فيلم)              | رمزي                 | 2018        |
| ضد مجهول (مسلسل)          |                      | 2018        |
| أيوب (مسلسل)              | راضي شبورة (ضيف شرف) | 2018        |
| أبو عمر المصري (مسلسل)    |                      | 2018        |
| نصيبي وقسمتك 3 (مسلسل)    |                      | 2018        |
| حكايتي (مسلسل)            | ضيف شرف              | 2019        |
| بركة (مسلسل)              | ياسر العشماوي        | 2019        |
| أبو جبل (مسلسل)           | عماد                 | 2019        |
| خيانة عهد (مسلسل)         | عزت                  | 2020        |
| بـ100 وش (مسلسل)          | فتحي                 | 2020        |
| قوت القلوب (مسلسل)        |                      | 2020        |
| إلا أنا                   |                      | 2020        |
| كله بالحب                 | إبراهيم (كراكيبو)    | 2021        |
| ضد الكسر                  | صلاح العمري          | 2021        |
| بين السما والأرض          | ضبع                  | 2021        |
| راجعين يا هوى             | نصر بازار            | 2022        |
| تلت التلاتة               |                      | 2023        |
| إكس لانس                  |                      | 2023        |
| كامل العدد                |                      | 2023        |
| سره الباتع                | عمران                | 2023        |
| 5 جولات (فيلم)            |                      | 2023        |

## إصابته بفيروس كورونا المستجد
في 12 يونيو 2020، أعلن مصطفى درويش إصابته بفيروس كورونا المستجد وظهور أعراض الفيروس عليه.

## وصلات خارجية
- مصطفى درويش على موقع قاعدة بيانات الأفلام العربية